# Alphonse de Châteaubriant
Alphonse de Châteaubriant (n. 25 martie 1877, Rennes, Franța – d. 2 mai 1951, Kitzbühel, Tirol, Austria) a fost un scriitor francez care a câștigat Premiul Goncourt în 1911 pentru romanul Monsieur de Lourdines și Marele premiu pentru roman al Academiei Franceze pentru romanul La Brière în 1923. 
După o vizită în Germania în 1935, a devenit un avocat entuziast al nazismului.
Împreună cu alți naționaliști bretoni a susținut ideile fasciste și antisemite în opoziție cu statul francez. În 1940 a fondat ziarul săptămânal pronazist La Gerbe și a ocupat funcția de președinte al Groupe Collaboration. [2] În timpul celui de-al Doilea Război Mondial, a fost membru al comitetului central al Légion des Volontaires Français contre le Bolchévisme, o organizație fondată în 1941 de Fernand de Brinon și Jacques Doriot pentru a recruta voluntari care să lupte alături de Germania în Rusia. În 1945 a fugit în Austria, unde a locuit sub pseudonimul dr. Alfred Wolf până la moartea sa la o mănăstire din Kitzbühel.

## Operă
- 1908: Le Baron de Puydreau (nuvelă)
- 1909: Monsieur de Buysse (nuvelă)
- 1911: Monsieur des Lourdines (roman - Prix Goncourt)
- 1923: La Brière (roman - Marele premiu pentru roman al Academiei Franceze)
- 1927: La Meute
- 1928: Locronan
- 1933: La Réponse du Seigneur
- 1937: La Gerbe des forces
- 1937: Le bouquet fané
- 1938: Les pas ont chanté
- 1953: ...Des saisons et des jours... Journal de l'auteur, 1911-1924
- 2004: Fragments d'une confession – La sainteté